# Massimo Manzi
Massimo Manzi (Roma, 1956) è un batterista italiano, tra i più popolari nell'ambito del jazz nazionale. È noto sia per il suo stile batteristico estremamente personale che per la versatilità con cui attraversa i vari stili del jazz. Ha partecipato ad oltre 200 album.

## Biografia

### Infanzia e studi
Massimo Manzi nasce a Roma nel 1956, per poi trasferirsi ad Alatri. Iniziò a suonare da autodidatta fin da bambino, per poi iscriversi alla Scuola Popolare di Musica Testaccio di Roma e contemporaneamente frequenta il Liceo classico. Negli anni '70 entrò nella scena romana con formazioni come The Magicians ed UT. Nel 1976 si trasferì con la famiglia prima ad Osimo e poi a Senigallia, dove Manzi trasformò sempre più la musica nel suo principale lavoro, anche suonando in locali da ballo come la Rotonda a Mare di Senigallia e perfezionando propria tecnica nell'ambito dei laboratori della rassegna “Mister Jazz” a Ravenna con Max Roach, Elvin Jones, Peter Erskine e Jack DeJohnette.

### 1979-1990: Agorà e Marche Jazz Orchestra
Nel 1979 presta la batteria nell'album Dentro Edipo (Divergo) di Raffaele Mazzei, e nello stesso anno prese parte al tour della band jazz rock marchigiana Agorà, con cui realizzerà una ventina di date fino allo scioglimento della band nel 1980.
Ad inizio anni '80 Manzi entra a far parte della big band Marche Jazz Orchestra di Bruno Tommaso, esibendosi con questa nei più importanti festival nazionali. Tra i primi concerti va menzionata la partecipazione all'Ancona Jazz 81 e poi al ciclo radiofonico Un certo discorso: il lavoro del musicista, curato da Pasquale Santoli, in onda Rai Radio 3. E poi le collaborazioni della MJO con illustri solisti fra i quali Renato Sellani, Giorgio Gaslini, Evan Parker, Giancarlo Schiaffini, Paolo Fresu, John Surman e Marcello Rosa. Ma proprio nell'ambito del festival Ancona Jazz il nome di Massimo Manzi veniva spesso richiesto dai solisti che ivi passavano, permettendogli di esibirsi, nel corso degli anni '80, nelle performance di Al Cohn, Tal Farlow, Al Grey, Eddie "Lockjaw" Davis, Bobby Watson, Jimmy Knepper, Mike Melillo e Massimo Urbani. Nel 1985 partecipa al concorso La coppa del jazz, organizzato da dalla RAI e trasmesso su RaiStereoUno con il Tommaso Lama trio.
Nel corso degli anni '80 Manzi iniziò poi la sua attività didattica, affiancata da quella di dimostratore di marchi come UFIP, Tamburo Drums, Le Soprano, Drum Sound, Sonor, X – Drum.
In ambito extra-jazzistico, in questi anni partecipa alla band blues rock Flame, realizzando un 7" dal titolo Why-When I Meet You (Koala Recording, 1987) e poi all'album Red (CGD, 1989) dei Gang, ma sono sempre collegati alla Marche Jazz Orchestra i primi album nel jazz, con il primo album solista di Bruno Tommaso intitolato Dodici variazioni su un tema di Jerome Kern (Splasc(h) Records, 1989) di Bruno Tommaso e poi con Dies Irae (Philology, 1989) della MJO.
Nel 1988 entra a far parte del quartetto di Paolino Della Porta assieme ad Antonello Salis e Riccardo Luppi, inaugurando così un'altra relazione artistica che durerà negli anni a venire. Nel 1989 Manzi viene invitato nell'Orchestra di Musica Leggera della Rai diretta dal M° Fabio Frizzi suonando così al Concorso per Voci Nuove di Castrocaro Terme e nello stesso anno partecipò per la prima volta ad Umbria Jazz col clarinettista Gabriele Mirabassi, partecipando poi all'album di Mirabassi intitolato Electroacoustic Quartetto (Quadrivium, 1990). Sempre nel 1990 partecipò poi al Mokke’s Day, un evento tenutosi presso il Teatro Smeraldo di Milano che radunava i migliori batteristi italiani tra cui Giulio Capiozzo, Walter Calloni, Roberto Gatto e Christian Meyer.

### 1991-1999: Tra nuovi ensemble e produzioni discografiche
Ad inizio anni '90 iniziò una lunga collaborazione con Ares Tavolazzi e con Ray Mantilla. Nel 1993 mette la batteria su alcuni brani dell'album Laura di Laurent Filipe ed Aldo Romano. In questo periodo sono molti i concerti in tutta Europa, ed in particolare in Spagna dove Manzi collaborava con Carlo Morena e Paolo Ghetti suonando spesso al “Cova del Drac” di Barcellona e al “Café Central” di Madrid e facendo da ponte chiamando a suonare con loro molti italiani tra cui Paolo Fresu, Roberto Rossi, Flavio Boltro, Maurizio Giammarco, Enrico Riva ed Alberto Borsari, coinvolgendo spesso la Televisión Española.
Nel 1994 viene chiamato dal rapper Frankie hi-nrg mc a mettere la batteria nella versione homemade del brano Omaggio, Tributo, Riconoscimento (RCA, 1994), in una band che comprendeva Alberto Brizzi alla tastiera, Andrea Ambrosi al basso, Francesco Bruni alla chitarra, Bob Piermartire alla tomba e DJ Stile ai piatti. Nella seconda metà degli anni '90 iniziò a suonare con Lee Konitz, realizzando con lui L'Age Mür del Konitz / Rava Quartet per poi registrare con lui altri cinque album. E poi con Franco D'Andrea registra il Live From Virginia Ranch (Philology, 1998) nell'omonimo locale di Corridonia, iniziando così una collaborazione che vedrà Manzi entrare nel Franco D'Andrea Trio negli 8 album successivi. Sempre in questi anni incide Esperanto (Splasc(H) Records, 1996) con Paolino Della Porta, Jazz Work (Splasc(H) Records, 1997) con Augusto Mancinelli e poi ancora album con Stefano Micarelli, Paolo di Sabatino e Fabrizio Bosso.
Nel 1997 suonò nella trasmissione radiofonica RAI Stasera a Via Asiago con la Italian Big Band del M° Marco Renzi e nel 1999 entrò con Furio Di Castri nell'Italian Trio di Richard Galliano, con cui furono in una tournée di una ventina di date in Giappone che comprendeva anche una settimana dal vivo ogni sera al Blue Note di Tokyo.

### 2000-in poi: Massimo Manzi Project ed altre collaborazioni
Se già in precedenza Massimo Manzi elaborato progetti propri, è nel 2000 che grazie alla proposta della Wide sound di Domenico Di Gregorio pubblica il suo primo album a proprio nome intitolato Quasi sera, con una band composta da Paolo di Sabatino, Fabrizio Bosso, Massimo Morganti, Samuele Garofoli, Pasquale Innarella, Stefano Micarelli, Luca Bulgarelli. Ma in questi anni molte sono anche le pubblicazioni su Philology Jazz Records: una ventina di album con il Renato Sellani Trio, e poi album che lo vedono tra gli autori come Flashback (Philology Records, 2002), Four for Jazz (Philology Records, 2004), Introducing Series Vol. 1 (Philology Records, 2004), Standards (Philology Records, 2005), I Wish I Knew  (Philology Records, 2005), Standardslee (Philology Records, 2007), Gershwin! (Philology Records, 2007).
Dal 2003 Massimo Manzi è direttore artistico Gubbio No Borders, un festival che si tiene nella città di Gubbio.
Nell'attività concertistica vanno invece sottolineati concerti come quello con Pat Metheny alla XXX edizione di Ravenna Jazz, il concerto all' Heineken Jazz Festival a San Juàn e le date del 2005 nel Birdland di New York patrocinate da Umbria Jazz.

## Premi
- 2012 - Premio "Readers Poll" della rivista JAZZIT come miglior batterista italiano[6][7]